# St.-Crucis-Kirche (Görschen)

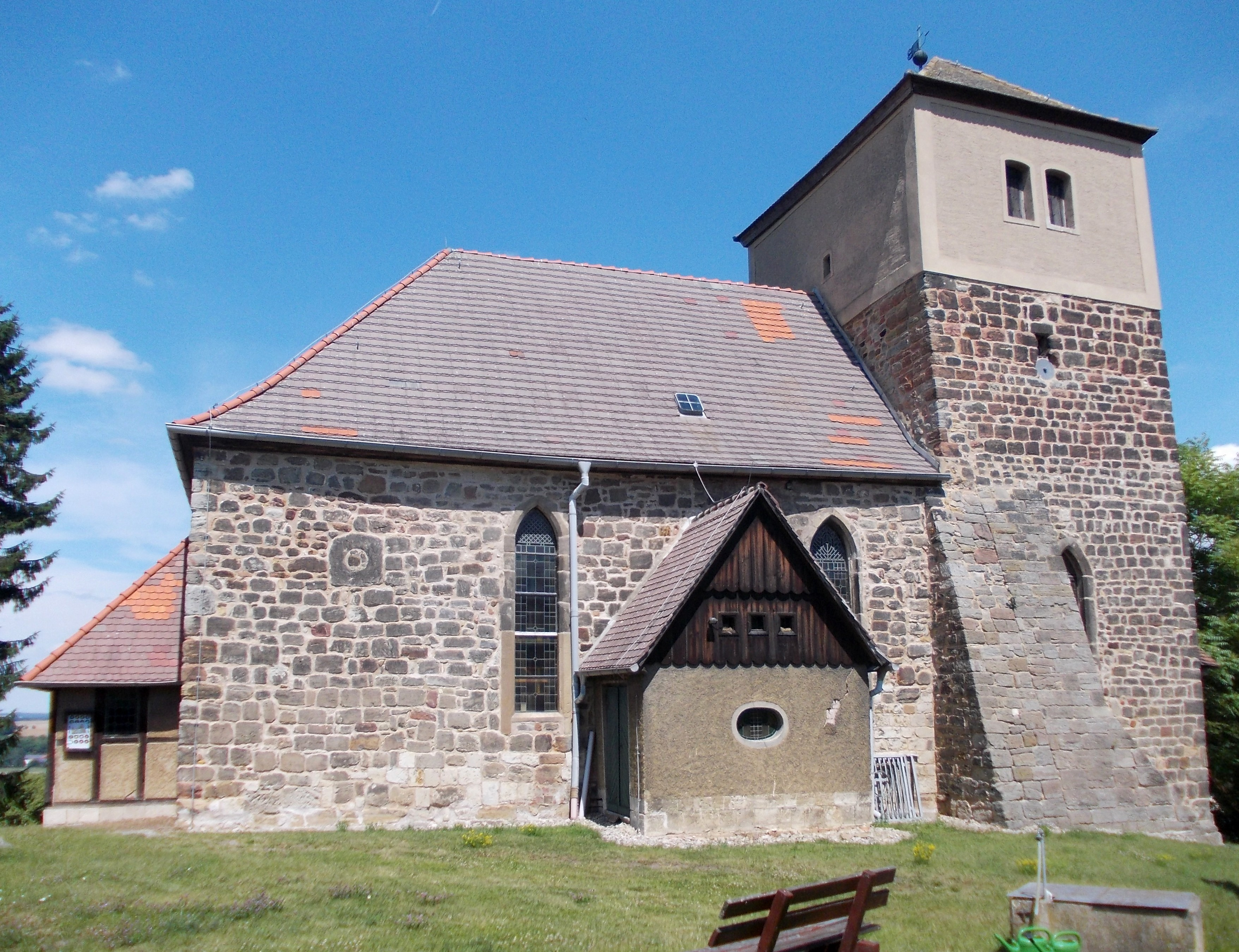
Die Kirche in Görschen

Die evangelische Kirche St.-Crucis-Kirche befindet sich Görschen, einem Ortsteil der Gemeinde Mertendorf im Burgenlandkreis in Sachsen-Anhalt. Sie steht unter Denkmalschutz und ist mit der Erfassungsnummer 094 83615 im Denkmalverzeichnis des Landes registriert.

## Beschreibung

### Gebäude
Das große, ortsbildprägende Gebäude ist eine romanische Chorturmkirche mit einem querrechteckigen Turm sowie einer halbkreisförmigen, eingezogenen Apsis. In Chor und Apsis befinden sich Rundbogenfenster, welche vermutlich aus dem 12. Jahrhundert stammen. In den Längswänden des Schiffs wurden ein Oculus sowie ein rundbogiges Fenster vermauert. Der Turm wurde im Jahr 1774 mit einem Fachwerkgeschoss aufgestockt und später mit einem Walmdach versehen. Im selben Jahr erfolgte vermutlich eine Barockisierung des Inneren der Kirche. Die heute in Chor und Schiff vorhandenen spitzbogigen Fenster stammen aus einer 1834 erfolgten Gotisierung. 

### Innenraum und Ausstattung
Die Kirche besitzt eine Flachdecke sowie eine Hufeisenempore, welche im Jahr 1910 restauriert wurden. Im selben Jahr wurde auch die Kanzel mit ihrer bemerkenswerten ornamentalen Malerei erneuert. An der Nordwand befindet sich der Rest eines spätgotischen Wandgemäldes mit der Darstellung der Heiligen Laurentius, Matthäus, Margareta, Maria und Barbara sowie darüber Andreas, einem Kirchenlehrer und Bartholomäus und Simon. Ebenfalls aus dieser Zeit stammt eine Schablonenmalerei bestehend aus einem Rapport aus sich überschneidenden Kielbögen. Der geschnitzte Kruzifix der Kirche stammt aus der Mitte des 16. Jahrhunderts und wird dem Meister HF mit der Pflugschar zugeschrieben. Die Orgel wurde im Jahr 1869 von der Orgelbaufirma Heerwagen errichtet. Die Bronzeglocke im Turm stammt aus dem Jahr 1774. Des Weiteren befindet sich ein Lutherbild aus dem Jahr 1617 in der Kirche.

## Sonstiges
Im Vorraum zur Kirche befindet sich die sogenannte Puppe, ein Wegweiser in Formen des ländlichen Klassizismus.